# Sturzkampfgeschwader 5
Sturzkampfgeschwader 5 (dobesedno slovensko: Bližinskobojni polk 5; kratica StG 5) je bil jurišni (strmoglavni jurišnik) letalski polk (Geschwader) v sestavi nemške Luftwaffe med drugo svetovno vojno.
Novembra 1943 je bil polk preimenovan v Schlachtgeschwader 5.

## Organizacija
- štab
- I. skupina
- II. skupina
- III. skupina

## Vodstvo polka
Poveljniki polka (Geschwaderkommodore)
- Major Hans-Karl Stepp: januar 1942
- Major Erwin Schulz: ?  - 21. november 1942
- Major Martin Möbus: april 1943